# Andreas Murray
Andreas Murray, född 9 augusti 1695 i Memel, idag Klaipėda i Litauen, död 26 november 1771 i Stockholm, var en balttysk präst som 1734 inflyttade till Sverige och som räknas som stamfar till den svenska släkten Murray.

## Biografi
Andreas Murray föddes 1695 i Memel. Han var son till jordägaren och köpmannen Johann Murray (1665-1721) och Anna Murray. Murray blev 1710 student vid Königsbergs universitet och 1715 vid Jena universitet. Han avlade 1717 magisterexamen och prästvigdes därefter.
Murray blev pastor secundus i december 1734 i tyska S:ta Gertruds församling i Stockholm och pastor primarius i församlingen 1738. I Uppsala blev han 1752 teologie doktor.
Han var son till köpmannen i Memel Johann Murray (1665-1721) som uppges  ha härstammat från den skotska adliga släkten Murray, av vilken en gren i mitten av 1600-talet skall ha utflyttat till Ostpreussen.

### Familj
Murray gifte sig första gången med Leva Catharina Stricker (1703–1731), dotter till hovrådet vid hertliga Eutinska hovet Otto Stricker. De fick tillsammans barnen professorn Johann Philipp Murray (1726–1776) i Göttingen, Margareta Dorothea Murray (1727–1815) som var gift med grosshandlaren David Müller i Stockhom, Wilhelm Detlef Murray (1729–1736), Balthasar Otto Murray (1730–1744) och Anna Maria Murray (1731–1744).
Han gifte sig andra gången 23 oktober 1735 i Stockholm med Johanna Christina Golitz (1712–1800), dotter till äkrediakonen Johan Golitz i Stettin och Johanna Elisabeth Matthei. De fick tillsammans barnen Johanna Catharina Murray (1737–1739), Christiana Elisaeth Murray (1738–1813), medicine professorn Johann Andreas Murray (1740–1792) i Göttingen, Johann David Murray (1742–1743), Catharina Maria Murray (1744–1744), biskopen Gustaf Murray (1747–1825) i Västerås stift och 1810 adlad med bibehållande av sitt namn, Johanna Margareta Murray (1749–1789) och professorn Adolph Murray (1751–1803).